# Ahvaz (shahrestan)
Ahvaz (persiska: اهواز), eller Shahrestan-e Ahvaz (شهرستان اهواز), är en delprovins (shahrestan) i Iran. Den ligger i provinsen Khuzestan, i den västra delen av landet. Administrativt centrum är staden Ahvaz.
Delprovinsen hade 1 302 591 invånare 2016.